# هانس هان (عسكري)
هانس هان (بالألمانية: Hans Hahn)‏ هو عسكري ألماني، ولد في 21 فبراير 1919 في ريدت في ألمانيا، وتوفي في 11 أكتوبر 1941 في غرانتهام في المملكة المتحدة.